# Manuel Gustavo Chacón
Manuel Gustavo Chacón (Charalá, 24 de mayo de 1953-Barrancabermeja, 15 de enero de 1988) fue un dirigente sindical y popular colombiano asesinado.

## Biografía
Nació en Charalá (Santander). Vinculado laboralmente a la Empresa Colombiana de Petróleos, ECOPETROL, en Barrancabermeja.
Líder sindical, cívico, campesino y estudiantil, artesano, deportista, poeta y músico cantautor, de afinidad con los sectores populares. 
Pertenecía a la Unión Sindical Obrera de la Industria del Petróleo. Era un reconocido líder de la Coordinadora Popular de Barrancabermeja, identificado con el movimiento político !A Luchar! 
El 15 de enero de 1988 fue asesinado en Barranca por efectivos de la Red 007 de la Armada de la República.

## Homenajes
En su memoria, la Alcaldía de Bogotá nombró en 2002 Plaza de la libertad Manuel Gustavo Chacón a la plazoleta ubicada en las instalaciones centrales de ECOPETROL en la capital de la república, decisión que generó múltiples opiniones de apoyo y reproche, porque desde 1988 el Ejército de Liberación Nacional (ELN), tomó el nombre de Manuel Gustavo Chacón para uno de sus frentes.